# UNIVAC 1101

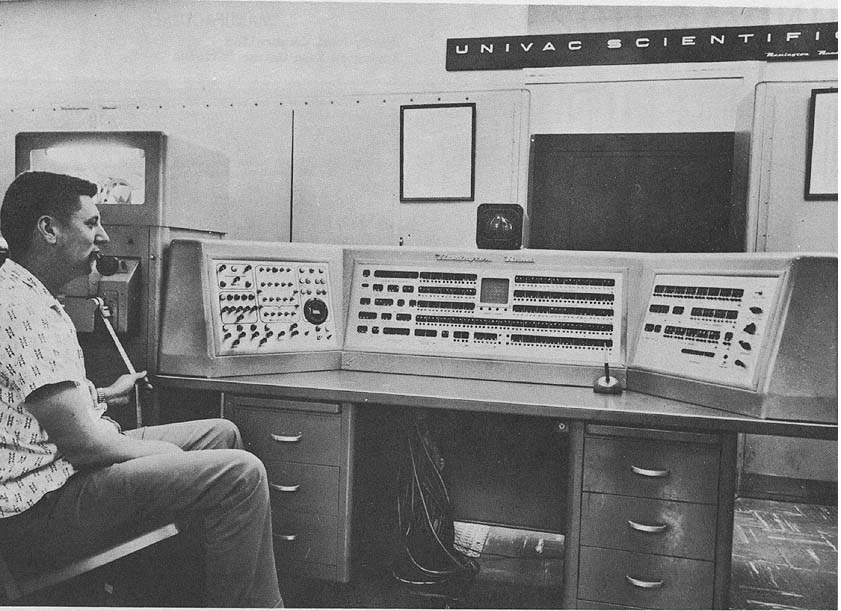
UNIVAC 1101

UNIVAC 1101 は、1950年代にエンジニアリング・リサーチ・アソシエイツ（ERA）が設計しレミントンランドが製造したコンピュータシステム。ERA 1101とも。アメリカでの最初のノイマン型コンピュータである。

## 概要
当初、アメリカ海軍艦船局（実際にはNSA）向けに Atlas の名で設計され（Barnaby という漫画の登場人物から名づけられた）、商用版は 1101 と改称した（"Task 13" として設計されたため、13を二進法で表記して1101となった）。
長さ11.5メートル、幅6メートルで、論理回路には2700本の真空管を使っている。磁気ドラムメモリは直径21.6cmで3500rpmで回転し、200個のヘッドがある。これに16,384ワード（1ワード24ビットなので、48KB）を保持し、アクセス時間は32μ秒から17m秒であった。
命令は24ビットで、そのうち6ビットが命令コード、4ビットがスキップ値（プログラム上、次の命令までスキップすべきワード数）、14ビットがメモリアドレスである。数値は二進数で表現され、負の数は1の補数で表されている。加算には96μ秒、乗算には352μ秒かかった。
48ビットアキュムレータが1つあり、基本的に減算を行うため、加算は1の補数に変換した上で減算を行うことで実現されていた。奇妙に思えるかもしれないが、この方が1の補数表現に特有の負のゼロ（-0）を生成する可能性が少なくなる。
UNIVAC 1101 には全部で38種類の命令があった。

## 歴史
ERAは海軍艦船局向けに2台の Atlas を1950年12月と1953年3月に納入した。商用版を MABEL にするという案もあったが、Jack Hill が 1101 という名称を提案した。ERA 1101 は1951年12月に発表された。
ERAは3台目を自社内に置き、計算サービスを他社に提供しようと考えていた。しかしこれは失敗し、1954年11月、レミントンランドがその（約50万ドルの価値がある）マシンをジョージア工科大学に寄贈した。NSAの2台のマシンは1956年ごろに磁気コアメモリにアップグレードされている。1958年11月、ジョージア工科大学でも4096ワードの磁気コアメモリにアップグレードしており、39,400ドルかかっている。同大学では 1101 は1961年ごろまで使われていた。

## 命令セット
| 摘要                                  |                                                   |
| ------------------------------------- | ------------------------------------------------- |
| y はアドレス y のメモリを意味する。   | X = Xレジスタ（24桁）                             |
| ( ) はその内容を意味する。            | Q = Qレジスタ（24桁）                             |
| -                                     | A = アキュムレータ（48桁）                        |
| 算術命令                              |                                                   |
| (y) を A にインサート（ロード）       | (y) の補数を A にインサート                       |
| (y) を A にインサート（倍精度）       | (y) の補数を A にインサート（倍精度）             |
| (y) の絶対値を A にインサート         | (y) の絶対値の補数を A にインサート               |
| (y) を (A) に加算                     | (y) を (A) から減算                               |
| (y) を (A) に加算（倍精度）           | (y) を (A) から減算（倍精度）                     |
| (y) の絶対値を (A) に加算             | (y) の絶対値を (A) から減算                       |
| (Q) を A にインサート                 | A の右半分をクリア                                |
| (Q) を (A) に加算                     | (A) を Q に移す                                   |
| [(y) + 1] を A にインサート           |                                                   |
| 乗除算命令                            |                                                   |
| (Q) * (y) の積を A に                 | (Q) * (y) の論理積を (A) に加算                   |
| (Q) * (y) の論理積を A に             | (A) を (y) で割る（商は Q に、非負の余りは A に） |
| (Q) * (y) の積を (A) に加算           |                                                   |
| 論理命令と制御フロー命令              |                                                   |
| (A) の右半分を y にストア             | (A) を左にシフト                                  |
| (Q) を y にストア                     | (Q) を左にシフト                                  |
| (Q) を演算子として (y) を (A) で置換  | (y) を次の命令とする                              |
| (y) を (A) で置換（アドレス部分だけ） | (A) がゼロでない場合、(y) を次の命令とする        |
| (y) を Q にインサート                 | (A) が負の場合、(y) を次の命令とする              |
|                                       | (Q) が負の場合、(y) を次の命令とする              |
| 入出力命令と制御命令                  |                                                   |
| (y)の右半分6桁を印字する              | オプション停止                                    |
| (y)の右半分6桁を印字しパンチする      | 即時停止                                          |
|                                       | 最終停止                                          |